# Palor jezik
Palor jezik (ISO 639-3: fap; isto i falor, palar, serer, siili, siili-mantine, siili-siili, waro), atlantski jezik nigersko-kongoanske porodice, kojim govori oko 10 700 ljudi (2007) u Senegalu. Pripadnici etničke grupe sebe nazivaju Waro, što je još jedan naziv za ovaj jezik. Etnički sebe smatraju Sererima, a pripadaju po jeziku podskupini cangin. 
Ima dva dijalekta, kajor i ba’ol.

## Vanjske poveznice
- Ethnologue (14th)
- Ethnologue (15th)
- The Palor Language